# Cornelis Saftleven

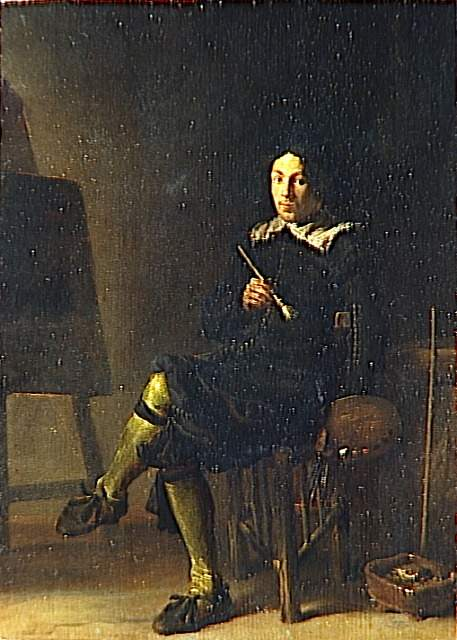
Cornelis Saftleven, Selbstporträt (1629)

Cornelis Saftleven (* um 1607 in Gorkum; † vor 1. Juni 1681 in Rotterdam) war ein niederländischer Maler, Radierer und Zeichner.

## Leben
Saftleven war ein Sohn des Malers Herman Saftleven (um 1580–vor Mai 1627) und dessen Frau Lijntje (Catharina) Cornelisdr. (Moelants, † 9. Februar 1626). Seine Mutter war zuvor mit Abraham van Bazeroode verheiratet. Nach ihrem Tod heiratete der Vater am 22. März 1626 Lucrezia de Beauvois, die jedoch schon Anfang 1627 starb. Nach der Angabe von Wolfgang Schulz, soll sie die Mutter gewesen sein und die drei minderjährigen Söhne Cornelis sowie seine Brüder Herman und Abtahem Saftleven (* um 1613), mit in die Ehe gebracht haben. Carel de Beauvois, der jüngere Bruder von Lucrezia, wurde ein Schüler Saftlevens.
Er bildete sich unter dem Einfluss von Adriaen Brouwer und David Ryckaert und hat meist Bauernstuben mit Menschen- und Tierfiguren sowie Landschaften mit Staffage gemalt. Er war 1634 in Utrecht tätig, wo er mit seinem Bruder Herman ein Familienerbstück für Godart van Reede van Nederhorst für das Schloss Haarzuylen anfertigte. In den Jahren 1648 bis 1674 lebte er in Rotterdam, wo er 1667 dem Vorstand der dortigen Malergilde angehörte. Zum Nachlass von Peter Paul Rubens gehörten acht seiner Gemälde, vier davon hatte Rubens mit der Ausstattung bemalt, so dass vermutet wird, dass Saftleven auch für einige Zeit in Antwerpen tätig war. In Rotterdam war Ludolf de Jonge einer seiner Schüler.

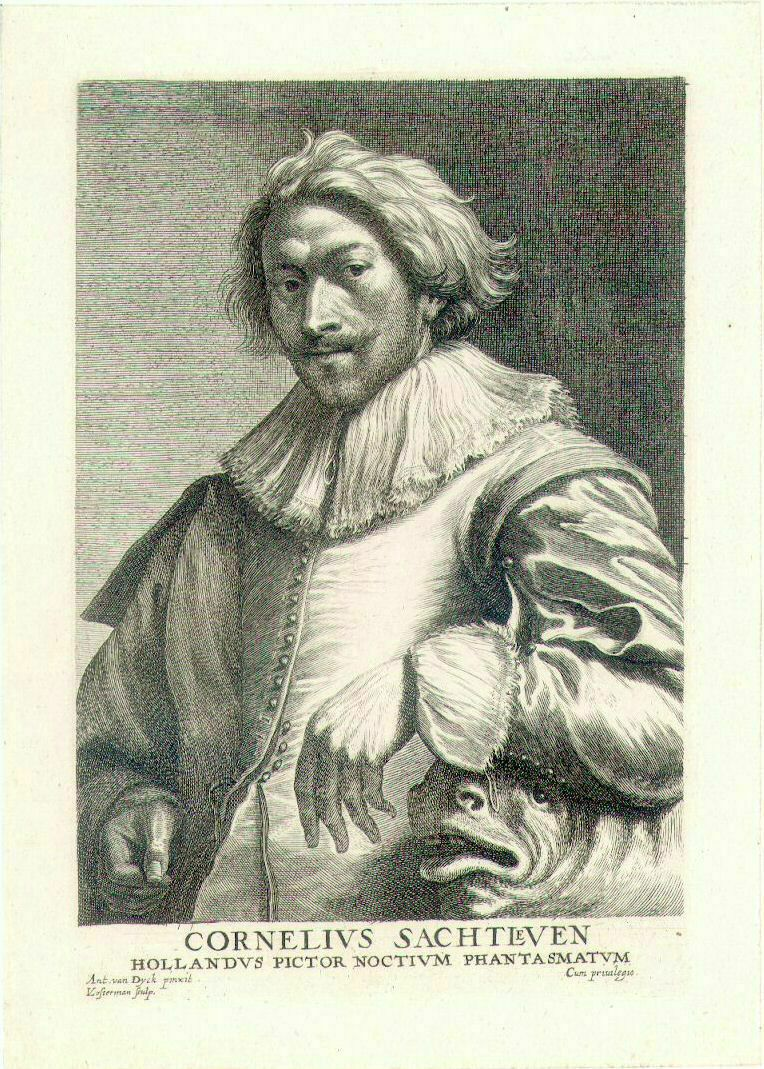
Stich von Vorsterman nach van Dycks Porträt

Saftleven malte insbesondere Interieurs von Bauernstuben, die er mit Küchen- und Wirtschaftsgeräten ausstattete, sowie Landschaften, die mit einzelnen Figuren belebt waren. Er fertigte auch satirische Darstellungen von Juristen und Theologen, mit Porträts in Tierkarikaturen. Anthonis van Dyck fertigte ein Porträt von Saftleven, das von dem Kupferstecher Lucas Vorsterman später gestochen wurde.

## Familie
Saftleven war zweimal verheiratet:
- 18. November 1648 mit Catharine Dirksz. van der Heyde († 1654), der Witwe des Bäckers Joris Lambertszoon.
- 25. September 1855 mit Elisabeth van den Avondt († nach dem 31. März 1693)
  - Maria Jacoba (1. Mai 1660–2. April 1662)

Saftleven war ein Onkel von Sara Saftleven. Er wurde am 5. Juni 1681 in der „Fransdiekerk“ in Rotterdam beigesetzt.

## Werke (Auswahl)

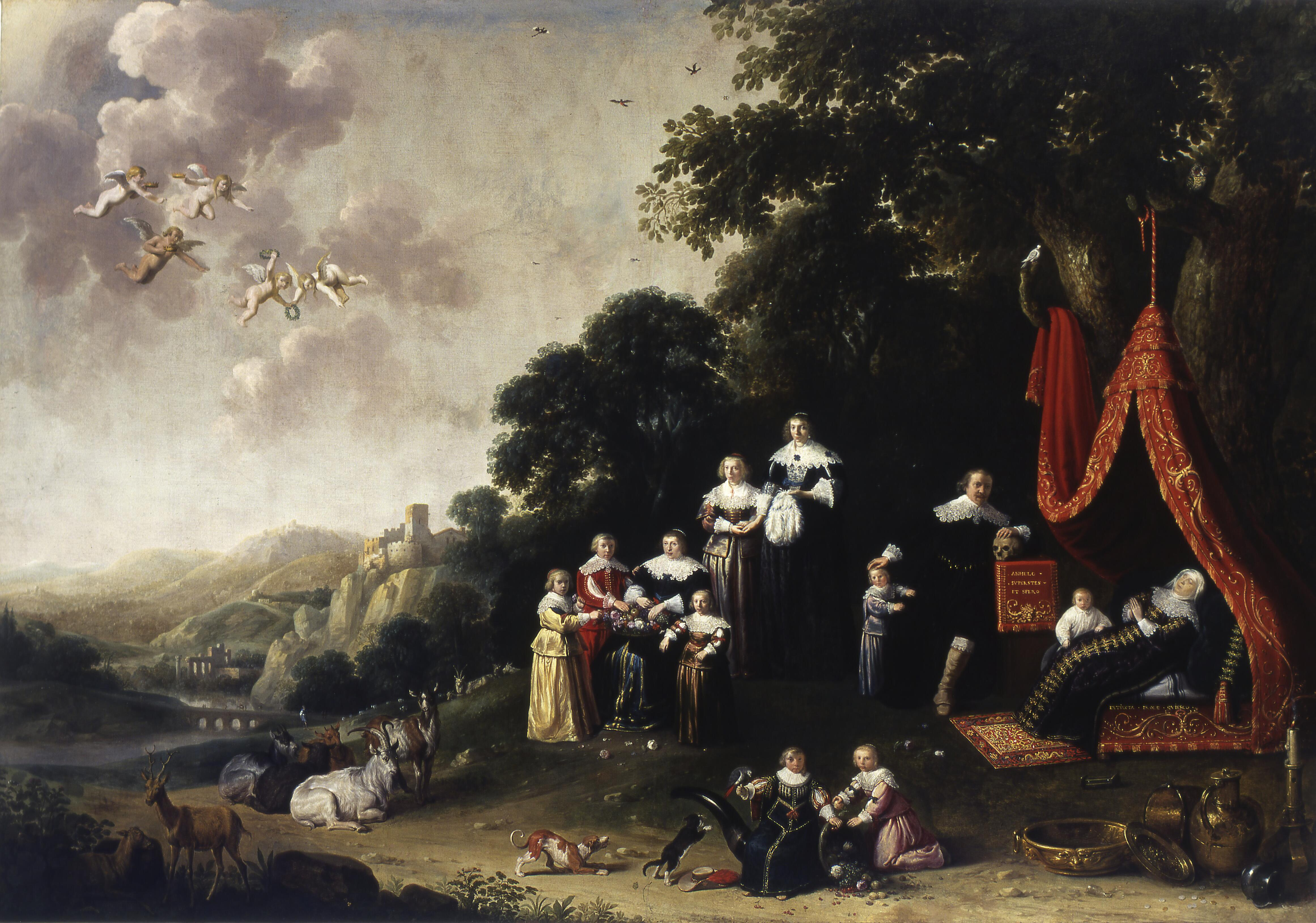
Die Familie van Reede

- 1634: Porträt der Familie des Barons Godart van Reede (Godart van Reede stehend neben seiner Mutter, die auf dem Paradebett rugt, seine zwei Frauen und die Kinder aus erster Ehe. Bezeichnet mit Herman und Cornelis Saftleven und 1634 datiert)
- 1652: Hirtenstück mit der Flucht nach Ägypten. (kam nach Braunschweig)
- 1652: Landschaft mit Rindern. (kam ins Museum in Amsterdam)

Zeichnungen
- 1621: Spottblatt auf die Dordtsche Sinode.
- 1626: Zeichnung mit römischen Ruinen.